# Abou Diaby
Vassiriki Abou Diaby - em árabe, فاسيريكي أبو ديابي (Paris, 11 de maio de 1986) é um ex-futebolista francês de origem marfinense que atuava como Volante. Atualmente está aposentado.

## Carreira

### O início
Diaby começou nas categorias de base do Auxerre, clube do futebol francês. Antes mesmo de se tornar profissional, foi descoberto por olheiros do Arsenal e contratado por Arsène Wenger, conhecido por trazer muitos franceses para o clube londrino.

### Arsenal

#### Primeiros anos
Em 13 de janeiro de 2006, foi oficializada sua contratação pelo Arsenal, por cerca de 2 milhões de libras, valor baixo para os padrões do futebol inglês. Segundo notícias veiculadas após o acerto com o Arsenal, Diaby teria rejeitado uma proposta de um dos maiores rivais do clube, o Chelsea. Recebeu a camisa de número 2 dos Gunners, que estava vaga desde a aposentadoria de Lee Dixon.
Em 1 de abril de 2006, saiu do banco para marcar seu primeiro gol pelo Arsenal, na vitória por 5-0 sobre o Aston Villa.
Em 12 de dezembro de 2007, Diaby abriu o placar na vitória por 2-1 sobre o Steaua Bucareste, pela UEFA Champions League 2007-08. Marcou seu segundo gol na Champions League em 8 de abril de 2008, abrindo o placar sobre o Liverpool em pleno Anfield Road.

#### Atualmente
Iniciou a temporada 2009-10 como reserva, mas uma lesão sofrida pelo brasileiro Denílson, titular da posição, permitiu que o francês conquistasse várias oportunidades no time titular. Jogando ao lado de Alexandre Song, formou uma parceria de sucesso no meio-de-campo dos gunners. Marcou quatro gols antes de também sofrer uma lesão na partida contra o Wolves, que retirou o seu nome da convocação do treinador Raymond Domenech para os jogos contra a Irlanda, válidos pela repescagem europeia para a Copa do Mundo. Após o retorno da lesão, marcou seu sexto gol na temporada contra o Aston Villa, em 27 de dezembro de 2009. Algumas semanas depois marcou também seu sétimo gol, crucial na vitória por 1-0 sobre o Liverpool, um dos concorrentes na briga pelo título, em jogo realizado no Emirates Stadium, em 10 de fevereiro de 2010.
Na temporada 2010-11, foi muito atrapalhado por seguidas lesões, perdendo a vaga na equipe titular para o promissor Jack Wilshere,  que surgiu recentemente das categorias de base do clube londrino e já virou "xodó" da torcida, muito pelo fato de ser inglês. Finalizou a temporada tendo atuado em apenas 20 partidas por todas as competições, sendo 16 delas pela Premier League.
No dia 28 de julho de 2015 foi oficializado como novo jogador do Olympique de Marseille.

### Seleção Francesa
Após passar pelo Sub-19 e Sub-21, estreou pela Seleção Francesa principal em 24 de março de 2007, numa vitória por 1-0 sobre a Lituânia, válida pelas eliminatórias da Euro 2008. Para sua frustração, no ano seguinte, foi cortado da Euro devido a uma lesão sofrida às vésperas do torneio.
Dois anos depois, integrou o elenco francês que disputou a Copa do Mundo de 2010. Os franceses fizeram uma campanha extremamente fraca, e foram eliminados ainda na fase de grupos.